# Усербаев, Алипбек Шарипбекович
Алипбек Шарипбекович Усербаев (каз. Әліпбек Шәріпбекұлы Өсербаев; 20 августа 1961, Мактааральский район, Южно-Казахстанская область, КССР, СССР — 17 апреля 2020) — аким города Туркестана (2012—2013, 2014—2017, 2018—2019), аким Ордабасинского района Туркестанской области (2019—2020).

## Биография
В 1983 году окончил Казахский химико-технологический институт по специальности «Инженер-химик-технолог».
С 1983 по 1986 годы — машинист Карагандинского завода асбоцемизделий.
С 1986 по 1999 годы — инженер лаборатории, мастер, экономист, начальник цеха, главный инженер комбината строительных деталей и конструкций города Туркестана.
С 1999 по 2005 годы — директор филиалов комбината нерудных материалов АО «Қуат Суиндустрия», АО «KazakhConstruction Industry».
С 2005 по 2006 годы — временно исполняющий обязанности секретаря Туркестанского городского маслихата.
С 2006 по 2009 годы — заведующий отделом строительства города Туркестана.
С 2009 по 2012 годы — заместитель акима городов Кентау и Туркестана.
С 2012 по 2013 годы — аким города Туркестана.
С 2013 по 2014 годы — руководитель управления предпринимательства и индустриально-инновационного развития Южно-Казахстанской области.
С 2014 по 2017 годы — аким города Туркестана.
С декабрь 2017 по июнь 2018 годы — первый заместитель акима Южно-Казахстанской области.
С 2018 года до июля 2019 года — аким города Туркестана.
С июля 2019 года — аким Ордабасинского района Туркестанской области.

## Награды
- 2008 — Медаль «10 лет Астане»
- 2011 — Медаль «20 лет независимости Республики Казахстан»
- 2012 — Нагрудный знак «20 лет полиции Республики Казахстан»
- 2016 — Медаль «25 лет независимости Республики Казахстан»
- Награждён личным благодарственным письмом Президента Республики Казахстан.
- Почётный гражданин города Туркестана